# Phlebotomus perniciosus
Phlebotomus perniciosus ist eine Schmetterlingsmücke innerhalb der Unterfamilie der Sandmücken (Phlebotominae).

## Merkmale
Die Mücken haben eine Körperlänge von etwa zwei Millimetern. Sie unterscheiden sich äußerlich kaum von Phlebotomus ariasi und sind ebenso gelblich-grau gefärbt und haben einen rötlichbraunen Thorax. Ihr Körper ist gleichmäßig behaart. Eine Unterscheidung der beiden Arten ist nur anhand von Genitaluntersuchungen möglich. 

## Lebensweise und Verbreitung
Die Tiere kommen im gesamten Mittelmeerraum, östlich bis in den Iran vor. Die Flugzeit ist in Frankreich von Juli bis August, in Algerien von Mai bis November. Die Imagines sind bei ihrer Wirtswahl nicht wählerisch und saugen Blut vor allem an Schafen und Hunden, aber auch beim Menschen. Es wird vermutet, dass die Art Leishmanien (Leishmania) überträgt.

## Belege